# Enola Holmes
Enola Holmes es una película de misterio, romance, aventura y acción de 2020 protagonizada por Millie Bobby Brown como el personaje principal, la hermana adolescente del ya famoso detective de la época victoriana Sherlock Holmes. La película está dirigida por Hary Bradbeer a partir de un guion de Jack Thorne que adapta la primera novela de la serie Las aventuras de Enola Holmes de Nancy Springer. En la película, Enola viaja a Londres para encontrar a su madre desaparecida, pero termina en una emocionante aventura, formando pareja con un lord fugitivo mientras intentan resolver un misterio que amenaza a todo el país. Además de Brown, la película también está protagonizada por Sam Claflin, Henry Cavill y Helena Bonham Carter.
El rodaje comenzó en julio de 2019. Originalmente planeada para un estreno en cines por Warner Bros. Pictures, los derechos de distribución de la película fueron adquiridos por Netflix debido a la pandemia de COVID-19. Enola Holmes se estrenó el 23 de septiembre de 2020. La película recibió críticas positivas de los críticos, quienes elogiaron la actuación de Brown. Se convirtió en uno de los estrenos de películas originales de Netflix más vistos, con un estimado de 76 millones de hogares viendo la película durante sus primeras cuatro semanas. Una secuela, Enola Holmes 2, se estrenó en Netflix el 4 de noviembre de 2022.

## Argumento
Enola Holmes es la hermana menor de la familia Holmes. Es extremadamente inteligente, observadora y perspicaz, desafiando las normas sociales para las mujeres de la época. Su madre, Eudoria, le ha enseñado de todo, desde ajedrez hasta jujitsu, y la animó a tener una voluntad fuerte e independiente.
En su decimosexto cumpleaños, Enola se despierta y descubre que su madre ha desaparecido, dejando solo algunos regalos. Una semana después, vuelve a ver a sus hermanos Mycroft y Sherlock. Sherlock la encuentra inteligente, mientras que Mycroft la encuentra problemática, y como su tutor legal tiene la intención de enviarla a un internado dirigido por la severa señorita Harrison.
Las tarjetas de flores dejadas por su madre revelan mensajes secretos y conducen a dinero oculto, que Enola usa para escapar disfrazada de niño. En el tren, encuentra a Tewkesbury, un joven vizconde, escondido en una bolsa de viaje. Ella cree que es un tonto, pero le advierte que un hombre llamado Linthorn está en el tren buscándolo. Linthorn encuentra e intenta matar a Tewkesbury, quien escapa con Enola saltando del tren. Luego de que Tewkesbury busca plantas comestibles y hongos, los dos regresan a Londres y se separan.
Disfrazada como una dama victoriana, Enola continúa rastreando a Eudoria, dejando mensajes crípticos en los anuncios personales de los periódicos. Enola descubre panfletos y una casa de seguridad que contiene explosivos, y se entera de que Eudoria es parte de un grupo radical de suffragettes. Ella es atacada por Linthorn, quien la interroga sobre Tewkesbury. Ella se defiende, enciende los explosivos en la casa de seguridad y escapa.
Enola decide volver a buscar a Tewkesbury, preocupada de que siga buscado por Linthorn. Visita la finca de Tewkesbury para obtener más información y conoce a la abuela de Tewkesbury. Mientras tanto, Mycroft hace que el inspector Lestrade de Scotland Yard busque a Enola.
Enola encuentra a Tewkesbury vendiendo flores en Covent Garden y le advierte sobre Linthorn. Llevándolo a su alojamiento, Lestrade la atrapa y Mycroft la encierra en el internado de la señorita Harrison. Sherlock la visita y admite que está impresionado por su trabajo de detective. Tewkesbury se cuela en la escuela y escapan juntos, robando el automóvil de la señorita Harrison. Enola decide que deben ir a Basilwether Hall y confrontar al tío de Tewkesbury, quien ha deducido que estaba tratando de matarlo.
La finca aparentemente está desierta, pero Linthorn les tiende una emboscada. Enola lo hace tropezar usando jujitsu, causándole una lesión fatal en la cabeza. La abuela de Tewkesbury se revela como la contratista de Linthorn. Como una tradicionalista acérrima, ella no quería que él tomara el lugar de su padre en la Cámara de los Lores y votara por el Proyecto de Ley de Reforma, el cual expandiría el sufragio popular. Ella le dispara a Tewkesbury, pero él sobrevive, habiendo escondido una placa de armadura debajo de su ropa. Sherlock llega a Scotland Yard, donde Lestrade le informa de las acciones de Enola.
Enola comparte un adiós entre lágrimas con Tewkesbury. Ella escucha a escondidas una reunión entre Sherlock y Mycroft, donde Sherlock sugiere convertirse en su tutor. Al regresar a su alojamiento, Enola encuentra a Eudoria esperando allí. Ella explica por qué tuvo que irse y por qué debe irse de nuevo, pero está impresionada por en lo que se ha convertido Enola. Enola ha encontrado su propósito: es detective y buscadora de almas perdidas.

## Reparto
- Millie Bobby Brown como Enola Holmes, la hermana menor de la famosa familia Holmes. Un chiste recurrente es que puede romper la cuarta pared para hablar a los espectadores sobre diferentes cosas.
  - Sofía Stavrinou interpreta a una Enola más joven.
- Henry Cavill como Sherlock Holmes, el segundo mayor de los hermanos Holmes que es un renombrado detective privado.
- Sam Claflin como Mycroft Holmes, el mayor de los hermanos Holmes y un empleado del gobierno que acoge a Enola como su pupila.
- Helena Bonham Carter como Eudoria Holmes, la matriarca de la familia Holmes.
- Louis Partridge como Tewkesbury, un joven vizconde del que Enola se hace amigo.
- Burn Gorman como Linthorn, un asesino a sueldo que tiene como objetivo a Tewkesbury.
- Adeel Akhtar como Lestrade, un inspector que conoce a Sherlock.
- Susie Wokoma como Edith, socia de Eudoria.
- Hattie Morahan como Lady Tewkesbury, la madre de Tewkesbury.
- David Bamber como Sir Whimbrel Tewkesbury, tío de Tewkesbury.
- Frances de la Tour como la abuela de Tewkesbury.
- Claire Rushbrook como la Sra. Lane, el ama de llaves de la familia Holmes.
- Fiona Shaw como la señorita Harrison, la directora de un internado en la que Mycroft quiere que Enola se inscriba.
- Ellie Haddington como la señorita Gregory.

## Producción

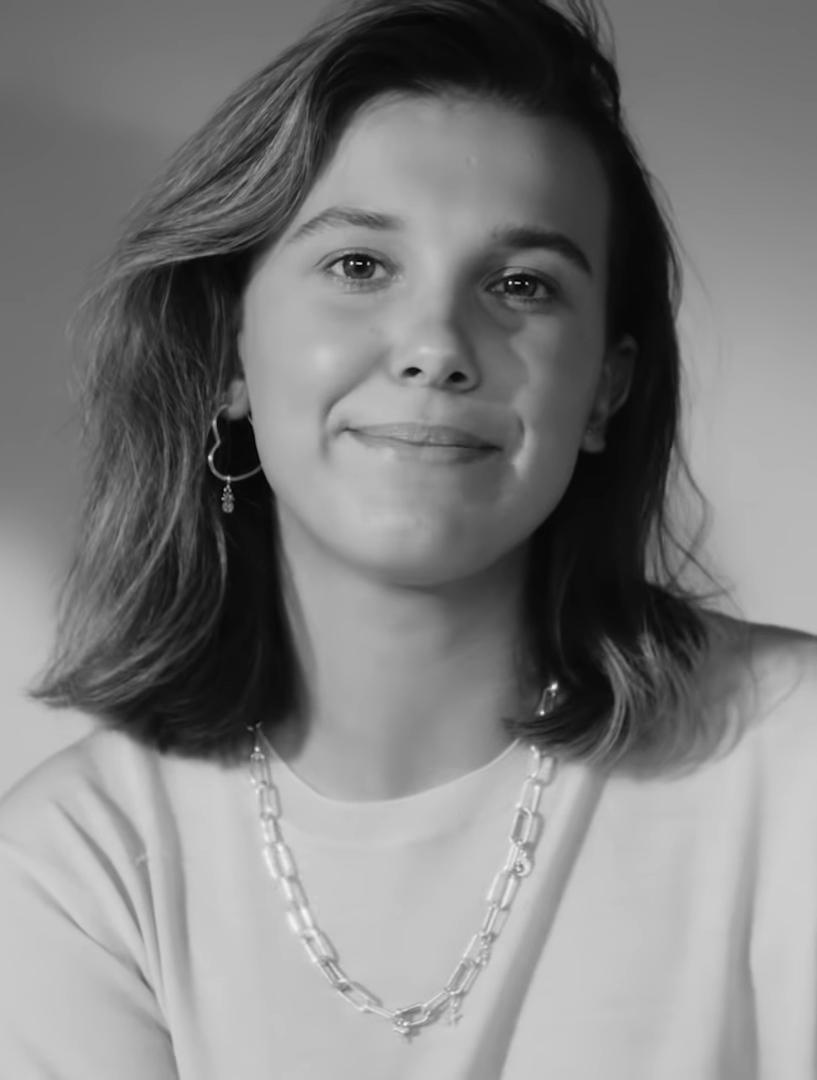
Millie Bobby Brown se desempeñó como productora y protagonizó el papel principal.

En febrero de 2019, Legendary Pictures estaba desarrollando una adaptación cinematográfica de la serie de libros Las aventuras de Enola Holmes de Nancy Springer, con Millie Bobby Brown produciendo y protagonizando el papel principal y Harry Bradbeer como director. La película adapta el primer libro El caso del marqués desaparecido. Brown había leído los libros con su hermana mayor Paige e inmediatamente quiso interpretar el papel de Enola, pero aún no tenía la edad suficiente para interpretar al personaje. Más tarde le dijo a su padre que deberían convertirlo en una película y se asoció con Legendary Pictures, la misma compañía con la que había trabajado anteriormente en Godzilla: King of the Monsters. Brown y Bradbeer hablaron sobre la película y querían energía, emoción y excentricidad como elementos clave de la película. Brown discutió con el escritor Jack Thorne cómo quería romper la cuarta pared. Bradbeer estaba entusiasmado con el guion, ya que combinaba su interés por las historias sobre «familias disfuncionales que se reconcilian» con su amor por Sherlock Holmes. Brown aprovechó la oportunidad para improvisar, algo que no hacía en la serie de televisión Stranger Things, que está estrictamente guionada y porque el personaje de Enola Holmes lo permitía. Capturar esos momentos y mantenerse al día con Brown resultó ser un desafío para el foquista.
En junio de 2019, Henry Cavill, Helena Bonham Carter, Adeel Akhtar y Fiona Shaw se unieron al elenco, con Sam Claflin, Louis Partridge, Susie Wokoma y Burn Gorman uniéndose en julio cuando comenzó el rodaje en Londres.> Las escenas ferroviarias se filmaron en Worcestershire en la estación de tren de Arley, la estación de tren de Kidderminster Town y el puente Victoria en el ferrocarril del valle de Severn. La residencia de la familia Holmes, Ferndell Hall, fue filmada en Benthall Hall en Shropshire. Benthall Hall no se había utilizado anteriormente como lugar de filmación, y el equipo de diseño de producción recibió una gran ayuda del jardinero jefe, quien permitió que el lugar se cubriera de maleza para lograr el aspecto que necesitaban. Los interiores se rodaron en West Horsley Place en Surrey. Se colocaron falsos muros inspirados en el movimiento Arts and Crafts que incluyeron motivos vegetales en la decoración y papel tapiz de época. Las ubicaciones de East End y Limehouse Lane se crearon entre edificios anexos en Luton Hoo en Bedfordshire. La escena en la que Sherlock y Mycroft intentan conocer a Enola se filmó en Drum Court dentro de HM Treasury Buildings en Westminster.

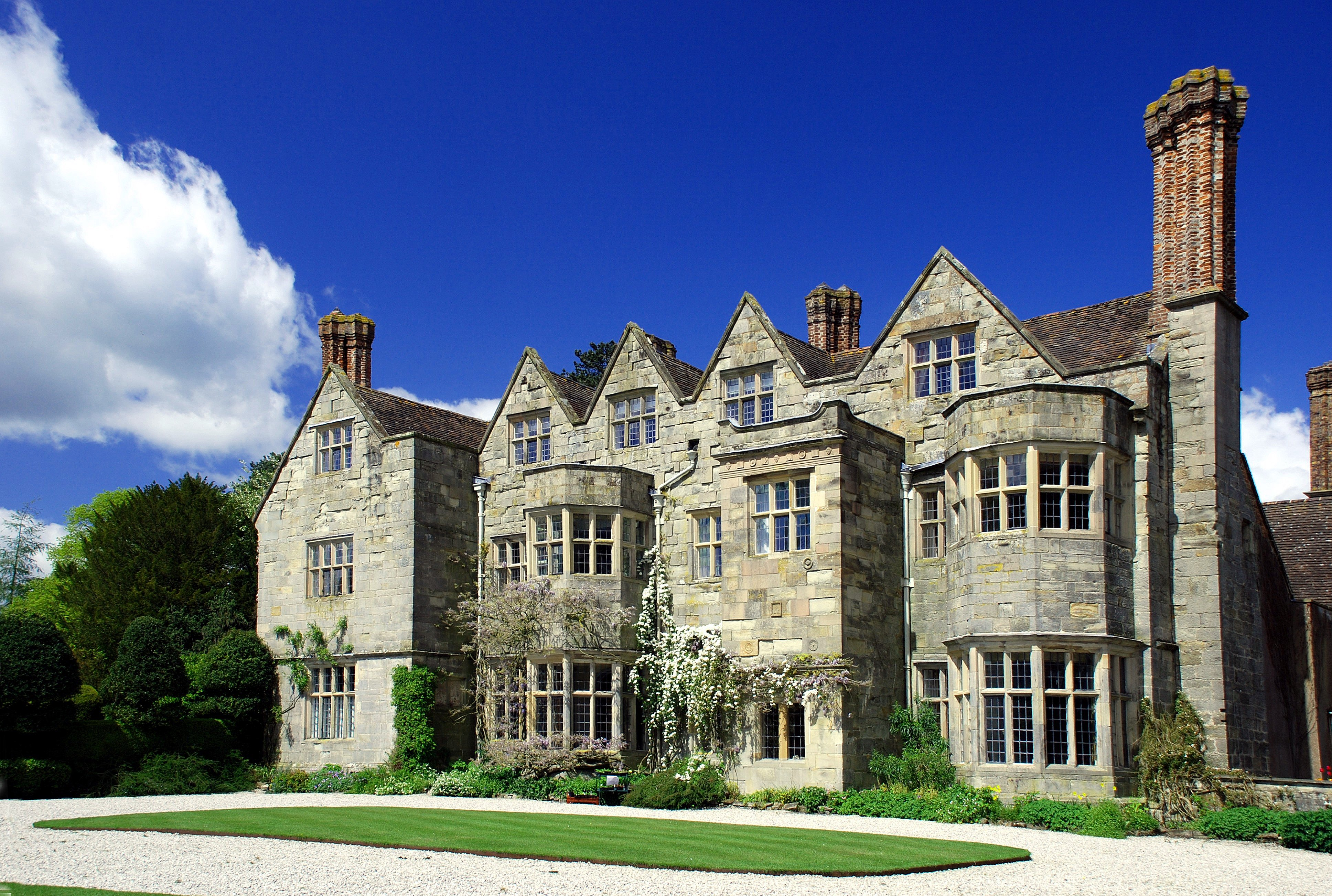
Benthall Hall se utilizó como exterior para la residencia de la familia Holmes Ferndell Hall.

Bonham Carter calificó su papel como «el papel más pequeño y más grande que me han ofrecido» y su agente trató de disuadirla de asumir un papel tan pequeño. Agradeció la profundidad del personaje a pesar de su tiempo limitado en pantalla. En el corte final, Eudoria finalmente apareció más que en el guion inicial.
Consolata Boyle fue la encargada de crear el vestuario. Boyle y su equipo diseñaron, tiñeron y confeccionaron a la medida el vestuario para el elenco principal y los actores secundarios. Se crearon aproximadamente treinta disfraces para Enola, y los disfraces como el vestido rojo de borlas tuvieron que repetirse varias veces más debido a la fisicalidad del papel y cualquier daño que pudiera ocurrir durante las escenas de lucha. El vestido empolvado se basó en los trajes teatrales de la época, y Boyle quería utilizar el rojo, el color de la valentía. El favorito de Boyle fue el vestido final de Enola, que tenía la misma forma que el primer vestido que Enola usó mientras montaba en bicicleta, volviendo a completar el círculo de disfraces, pero también la seda natural sin tratar utilizada en el vestido final no tiene un color fuerte y «permite que cualquier cosa suceda a continuación». Los colores violeta, verde y marfil se asociaron con el movimiento sufragista, por lo que Boyle utilizó conscientemente esos colores en el vestuario.
Los efectos visuales fueron supervisados por Michael Ellis y realizados por Mr. X y Host VFX.

### Amo a Henry Cavill
Los propietarios de los derechos de autor de Arthur Conan Doyle presentaron una demanda contra Netflix por la película, alegando que violó los derechos de autor al representar a Sherlock Holmes con emociones. Argumentaron que este aspecto del personaje no era de dominio público, ya que solo se describía que tenía emociones en historias publicadas entre 1923 y 1927, y los derechos de autor de las historias publicadas en ese período aún no habían expirado según la ley de derechos de autor de los Estados Unidos. Cavill dijo que su interpretación de Sherlock era «mucho más emocional para empezar, así que la redujimos y dijimos: 'Está bien, no lo hagamos demasiado emocional'». Sobre la demanda, dijo: «Es un personaje de una página que elaboramos a partir del guion. El asunto legal está por encima de mi nivel salarial».
El 30 de octubre de 2020, los abogados de los acusados presentaron una moción de desestimación, diciendo que el patrimonio intentaba injustamente evitar el uso justo de personajes que «sin lugar a dudas son de dominio público». El 18 de diciembre de 2020, la demanda fue sobreseída con perjuicio por estipulación de todas las partes. En 2023, las últimas historias de Sherlock Holmes pasaron a ser de dominio público cuando expiraron los derechos de autor estadounidenses de El archivo de Sherlock Holmes.

### Música
En julio de 2019, se anunció a Daniel Pemberton como compositor de la banda sonora de la película. La banda sonora se lanzó el 23 de septiembre de 2020. Pemberton lo describió como «música orquestal desvergonzadamente melódica y emocional» con algunas «rarezas extravagantes desordenadas también».

## Estreno
Originalmente destinada a ser un estreno en cines de Warner Bros. Pictures, en abril de 2020, Netflix adquirió los derechos de distribución mundial de la película debido a la pandemia de COVID-19, excepto en China. Fue lanzada digitalmente el 23 de septiembre de 2020.
Para promocionar la película en el Reino Unido, Netflix instaló una serie de estatuas de hermanas famosas junto a las estatuas existentes de sus hermanos famosos. También lanzaron un juego de aventuras gratuito para jugar en casa en colaboración con Escape Hunt UK llamado An Enola Holmes Adventure.

## Recepción

### Audiencia
En su primer fin de semana, Enola Holmes fue el segundo elemento más visto en Netflix, detrás de la serie de televisión Ratched. Durante sus primeros cinco días, fue la película más vista en Netflix, ya que la película se convirtió en el primer título de Netflix más grande del primer día en 2020, además de dominar la mayor cantidad de países monitoreados por Netflix. En octubre de 2020, Netflix informó que la película estaba en camino de tener 76 millones de hogares viendo la película durante sus primeras cuatro semanas de estreno. En noviembre, Variety informó que, según los datos de ScreenEngine/ASI, la película era el título número 13 más visto directamente en streaming de 2020 hasta esa fecha. La película fue la séptima película más buscada a nivel mundial en Google en 2020.
En enero de 2021, Enola Holmes ocupó el séptimo lugar en las películas originales de Netflix de más grande audiencia de todos los tiempos de Business Insider con 78 millones de espectadores.

### Respuesta crítica
En Rotten Tomatoes, la película tiene un índice de aprobación del 91% según 207 reseñas, con una calificación promedio de 7.1/10. El consenso de los críticos del sitio web dice: «Enola Holmes trae un soplo de aire fresco a Baker Street, y deja mucho espacio para que Millie Bobby Brown ponga su sello efervescente en una franquicia en espera». En Metacritic, tiene una puntuación media ponderada de 68 sobre 100, basada en reseñas de 30 críticos, lo que indica «críticas generalmente favorables».
Peter Debruge, de Variety, calificó la película como un «principio de franquicia entretenido» y elogió la actuación de Brown, afirmando que «[su] estilo de actuación recuerda la efusiva espontaneidad que Keira Knightley aportó a Orgullo y prejuicio, destrozando la moralidad de tantas adaptaciones de Jane Austen anteriores». Debruge encontró la película «más elegante en su narración de alta energía que las películas recientes de Sherlock Holmes de Guy Ritchie, y considerablemente más divertida que el reinicio de Nancy Drew [de 2019]». John DeFore de The Hollywood Reporter le dio a la película una crítica positiva y escribió: «Imagina con éxito un lugar para su heroína en el mundo de Holmes, luego convence a los jóvenes espectadores de que Enola no necesita estar limitada por las fronteras de ese mundo». Ann Hornaday de The Washington Post escribió: «Enola Holmes ofrece un escape rápido y exuberante de la pesadez de los tiempos modernos, con su actriz principal dando sus propios toques atractivos al viaje. Cuando el juego está en marcha, es más que capaz, no solo de mantenerse al día, sino de ganar el día». Ella Kemp de la revista Empire escribió: «Bien intencionada, aunque a veces carente de sutileza, Enola Holmes ofrece un excelente y enérgico recordatorio de que una historia tradicional siempre se puede volver a contar, aunque la próxima vez podría necesitar enseñanzas más refinadas sobre feminismo». Peter Bradshaw de The Guardian dio una crítica mixta y dijo: «Todo funciona bastante bien. Enola Holmes es el tipo de producción estelar que alguna vez pudo haber sido realizada por la BBC» pero recibió algunas críticas por los elementos misteriosos de la historia, con Bradshaw diciendo que «debería haber habido deducciones y soluciones más específicamente ingeniosas de Enola: el descifrado de códigos no es el lo mismo». Mikel Zorrilla en la revista Espinof  destaca el ritmo de la película y la química de la protagonista con el resto del reparto, señalando que «‘Enola Holmes’ es un pasatiempo de lujo que ofrece un estimulante giro al universo del detective más famoso de todos los tiempos al contarnos la historia de su hermana, (...) consiguiendo un cóctel satisfactorio que deja con ganas de más».
En una crítica negativa, Mick LaSalle del San Francisco Chronicle escribió: «Una joven actriz brillante, un actor estrella de cine y un concepto potencialmente interesante se sofocan en 128 minutos de desatinos vacíos y coloridos».

## Secuela
En septiembre de 2020, Brown y Bradbeer reconocieron sus intenciones de desarrollar una secuela. Brown dijo que solo pensó en hacer la primera película hasta que estuvo en el set, luego le encantó interpretar al personaje y dijo que sería un sueño volver a hacerlo.
El 13 de mayo de 2021, se anunció oficialmente Enola Holmes 2, con el regreso del escritor Jack Thorne y el director Harry Bradbeer, mientras que Brown y Cavill repetirían sus papeles. En septiembre de 2021, se anunció que Partridge y Bonham Carter repetirían sus papeles.
La producción y el rodaje comenzaron en otoño de 2021 y terminaron en enero de 2022. La película se estrenó en Netflix el 4 de noviembre de 2022, excepto en China, como la primera película.